# Шејн Ларкин
Дешејн "Шејн" Дејвис Ларкин (енгл. DeShane "Shane" Davis Larkin; Синсинати, Охајо, 2. октобар 1992) амерички је кошаркаш. Игра на позицији плејмејкера, а тренутно наступа за Анадолу Ефес. Као натурализовани кошаркаш наступа за репрезентацију Турске.

## Каријера

### Далас
Ларкин је провео две године на универзитету Мајами, након чега се 2013. пријавио на НБА драфт где су га као 18. пика изабрали Атланта хокси који су га исте ноћи трејдовали у Далас мавериксе. Док је играо на летњој лиги за Далас, Ларкин се повредио након чега је отишао на тромесечни опоравак. Упркос повреди са Даласом је потписао уговор 29. јула 2013. године.
Деби у НБА лиги је имао 18. новембра 2013. када је постигао три поена уз по три асистенције и украдене лопте против Филаделфије. Тадашњи рекорд каријере остварио је 17. јануара идуће године када је Финикс сансима убацио 18 поена. Током своје прве сезоне у више наврата је слат у НБА развојну лигу где је играо за Тексас леџендсе.

### Њујорк
Трејдован је у Њујорк никсе 25. јуна 2014. заједно са Вејном Елингтоном, Хозеом Калдероном и Самјуелом Даламбером као и два пика са драфта за Тајсона Чендлера и Рејмонда Фелтона. У Никсима је провео једну сезону током које је одиграо 76 утакмица на којима је просечно бележио 6,2 поена по мечу.
На утакмици против Филаделфије, 5. априла 2015, Ларкин је уз 15 постигнутих поена забележио и 11 скокова што му је рекорд НБА каријере.

### Бруклин
Дана 9. јуна 2015. је потписао уговор са Бруклин нетсима. Деби за Нетсе је имао на првом мечу сезоне, 28. октобра 2015, против Чикаго булса када је забележио шест поена и осам скокова у поразу свог тима 115:100. Дана 13. јануара 2016. је забележио 17 поена у победи 110:104 над његовим претходним клубом Њујорк никсима, потом је 1. фебруара имао рекордних 14 асистенција у поразу 105:100 од Детроит пистонса, а најбољу поентерску партију сезоне је имао 11. априла када је постигао 20 поена у поразу 120:111 од Вашингтон визардса.
Ларкин је у сезони 2015/16. на 78 одиграних утакмица за Бруклин бележио просечно 7,3 поена и 4,4 асистенције по мечу.

### Басконија
У августу 2016. је потписао једногодишњи уговор са шпанском Басконијом. У Евролиги је са шпанским клубом стигао до четвртфинала, а просечно је бележио 13 поена по мечу. У АЦБ лиги је просечно бележио 14,2 поена и 4,9 асистенција по мечу што му је донело пласман у другу најбољу петорку сезоне.

### Бостон
Дана 31. јула 2017. је потписао уговор са Бостон селтиксима. Најбољу поентерску партију сезоне је имао 10. новембра 2017. када је постигао 16 поена у победи 90:87 над Шарлот хорнетсима. У дресу Бостона је током сезоне 2017/18. на 54 одигране утакмице у регуларном делу сезоне бележио просечно 4,3 поена по мечу. Наступио је и на 11 утакмица у плејофу где је бележио 3,7 поена по мечу.

### Анадолу Ефес
У јулу 2018. је потписао једногодишњи уговор са Анадолу Ефесом. Ларкин је водио Ефес до првог финала Евролиге у клупској историји. У полуфиналној утакмици фајнал-фора у Виторији, Ларкин је у убедљивој победи над Фенербахчеом (92:73) постигао 30 поена, уз седам скокова и једну асистенцију. Ларкин је и у финалној утакмици против московског ЦСКА био ефикасан са 29 постигнутих поена али ипак руски тим је на крају славио резултатом 91:83. Након тога, екипа Ергина Атамана је успела да дође и до прве титуле националног шампиона још од 2009. године. У одлучујућој утакмици против Фенербахчеа, Ларкин је постигао 38 поена, уз четири асистенције и три скока па је проглашен за МВП-ја финалне серије.
У јулу 2019. је потписао нови једногодишњи уговор са Ефесом. На утакмици 11. кола Евролиге 2019/20, између Ефеса и Бајерна, Ларкин је поставио рекорд овог такмичења по броју постигнутих поена на једној утакмици. Он је за 31 минут на терену постигао 49 поена (5/7 за два, 10/12 за три, 9/10 са линије пенала), уз пет асистенција и четири скока, за укупан индекс корисности 53. Са тим учинком Ларкин је убедљиво оставио иза себе Форда, Мајерса, Камбалу и Брауна који су претходно држали рекорд са 41 постигнутим поеном. Поред тог рекорда, Ларкин се са 10 постигнутих тројки изједначио са Гаудлоком као играч који је постигао највише тројки на једном сусрету Евролиге.

## Репрезентација
У фебруару 2020. године је добио турско држављанство како би могао да наступа за репрезентацију ове државе. Дебитантски наступ у дресу репрезентације Турске је имао 27. новембра 2020, у поразу 79:62 од Хрватске у квалификацијама за Европско првенство 2022. године.

## Успеси

### Клупски
- Анадолу Ефес:
  - Евролига (2): 2020/21, 2021/22.
  - Првенство Турске (2): 2018/19, 2020/21.
  - Куп Турске (1): 2022.
  - Суперкуп Турске (2): 2018, 2019.

### Појединачни
- Идеални тим Евролиге — прва постава (1): 2021/22.
- Идеални тим Евролиге — друга постава (1): 2020/21.
- Најкориснији играч финала Првенства Турске (1): 2018/19.
- Идеални тим Првенства Шпаније — друга постава (1): 2016/17.